# Пожмашина
Прилуцький завод проти-пожежного обладнання — підприємство у Чернігівській області, яке випускає спецтехніку для пожежників.

## Історична довідка
Прилуцький завод «Пожмашина» був заснований в 1928 році.
Спочатку випускав вогнегасники, меблі та ширвжиток, з початку 30-х років до цієї номенклатури додалися штурмові і триколінні сходів.
- 1928-1931 — Виробництво меблів, умивальників, ліхтарів, вогнегасників, спортінвентарю в дрібних розрізнених столярних і жерстяних майстерень.
- 1931-1941 — Побудовані нові виробничі приміщення, освоєно випуск суппутно — шліфувальних верстатів, об'єднані дрібні майстерні у велике виробництво вогнегасників, сходів-штурмів, сходів-трьохколінок, електромоторів, електропил, автомобільних кузовів. Чисельність працюючих — 1500 осіб.
- 1941-1946 — Під час війни завод евакуювався на Урал, в Челябінську область (м. Шадринськ, смт Щуч'є). Організація виробництва військової продукції та вогнегасників.
- 1946-1949 — Після повернення в Україну налагоджений випуск вогнегасників, виробів протипожежної автоматики. Випущена перша партія пожежних автомобілів ПМГ-3, ПМЗ-9 і ПМЗ-10. Це були пожежні автомобілі з закритими пасажирськими кабінами для бійців, закритим кузовом для пожежно-технічного озброєння, заднім розташуванням насоса продуктивністю 25 л/с та іншими вдосконаленнями.
- 1949-1952 — Виробництво пожежних автомобілів — понад 600 шт. в рік. Освоєно випуск автомобільних паливозаправників. Створено при заводі спеціалізоване конструкторське бюро пожежних машин. Здана в експлуатацію заводська ТЕЦ. Почалося виробництво спеціального автомобіля аеродромної служби на шасі ЗІС-151. З цього часу почався ріст обсягів виробництва ПА, постійно розширювалася номенклатура продукції. Завод став провідним виробником продукції не тільки в країні, але і в Європі: пожежні машини експортувалися в 29 країн світу, в тому числі із тропічним кліматом (виконання «T»).
- 1952-1956 — Створена перша пожежна автоцистерна на автомобілі підвищеної прохідності ЗІС-151. Почався серійний випуск причіпного вуглекислотного вогнегасника УП-8. На заміну автомобілів ПМЗ-9 і ПМЗ-10 виробляються автоцистерни ПМЗ-16 і ПМЗ-17. Випуск пожежного автонасос ПМЗ-18. Виробництво автомобіля химпенного гасіння для обслуговування нафтобаз і нафтосховищ.
- 1956-1959 — Початок виробництва автомобілів з суцільнометалевими кузовами. Випуск насоса ПН-30К з консольним робочим колесом. Виробництво пожежних автомобілів — 750 в рік.
- 1960-1965 — Виготовлена перша партія пожежних автоцистерн для північних районів. Випущений зразок пересувної насосної станції ПНС-100 на шасі ЗІЛ-157К, освоєна базова автоцистерна на шасі ЗІЛ-130 моделі 63.
- Пожежні автомобілі, що випускалися Прилуцьким заводом, що йшли на озброєння міських і об'єктових підрозділів пожежної охорони, в основному визначали структуру парку ПА країни. З 1962 року завод випускав, серед інших, автоцистерни в північному виконанні.
- 1965-1970 — Виготовлені і випробувані насоси ПН-40 і ПН-60. Підготовлені до серійного виробництва молоковози і водовози із збільшеною ємністю. Виготовлені перші пожежні автомобілі на шасі високої прохідності ЗІЛ-131. Проведена модернізація серійних моделей пожежних автомобілів за рахунок встановлення насосів ПН-40 і нових коробок відбору потужності.
- За 30 років (з 1960 по 1990 р.) випуск ПА в Прилуках зріс у 2,3 рази і досяг 3800 машин в рік.
- Починаючи з 60-х років почався планомірний ріст виробництва ПА на Прилуцькому заводі ППО: за кожну п'ятирічку обсяг випуску збільшувався в середньому на 28 %.

- 1970-1975 — Освоєно випуск вуглекислотних вогнегасників ОУ-400. Виготовлений моторний підігрівач УМП-350 на шасі ЗІЛ-131. За замовленням Міністерства комунального машинобудування в короткий термін освоєно серійне виробництво пральних комплексів великої потужності з ЧПУ моделі КП-11, а також складів для розфасовки білизни ПК-70. Виготовлений пожежний автомобіль для гасіння лісових пожеж ВПЛ на плаваючому шасі гусеничного тягача ГТ-СМ.
- 1975-1980 — Виготовлений аеродромний пожежний автомобіль АА-60 на шасі МАЗ-7310, а потім аеродромний автомобіль комбінованого гасіння АА-70 (7310) 220. У 1979 році виробництво пожежних автомобілів — 3135 шт, а водовозів — 895 шт.
- 1980-1985 — Досідний зразок цистерни-термоса АЦПТ-5. Освоєно перший автомобіль порошкового гасіння АП-5 на шасі КАМАЗ-53213. Виготовлені перші автомобілі на дизельному шасі ЗІЛ-133ГЯ — автомобіль комбінованого гасіння АКТ-3/2,5 (133ГЯ) 197, автоцистерни АЦ-40 (133ГЯ) 181А і АЦ-40/3 (133ГЯ) 181А-01. Освоєно виробництво агрегату лісового гасіння на шасі трактора Т-150 моделі 177. Виготовлені модернізовані автоцистерни АЦ-40 (131) 137А та АЦ-40 / 3 (131) 137А-01 на шасі ЗІЛ-131.
- 1985-1988 — Проведена модернізація ВПЛ-3 (ГТ-СМ) 148А і АР-2 (131) 133А. Виготовлена партія машин порошкового гасіння на шасі плаваючого сочлененно-гусеничного трактора ДТ-10П для важкодоступних районів тайги і крайньої півночі. Виготовлена автоцистерна АЦ-40/3 (131С) 153А для північних районів. Виготовлений аеродромний автомобіль АА-40 (43105) 189 і АР-2 (43105) 215 на шасі КАМАЗ-43105. Виготовлений водовоз АЦПТ-6 на дизельному шасі ЗІЛ-4331. Освоєно модернізований насосно-рукавний автомобіль АНР-40 (130) 127Б, вогнегасник ОУ-400А, АЛП (Т-150) 177А. У 1989 виробництво пожежних автомобілів — 3829 шт, водовозів — 1508 шт.
- 1988-1989 — Підписання контракту з австрійським концерном «Розенбауер» про спільне виробництво сучасних пожежних автомобілів. Виготовлення дослідного зразка автоцистерни АЦ-50/4 (53211) 240 на шасі КАМАЗ-53211, австрійське позначення TLF-7600.
- 1990-1995 — Освоєно серійний випуск АП-4 (43105) 222. Виготовлені установки порошкового гасіння УППУ-250ЛС і УППУ-500ЛС. Освоєно серійне виробництво автоцистерн АЦ-40 (130) 63Б та АЦ-40 (131) 137А з насосом НЦП-40/100 власного виробництва. Освоєні вуглекислотні вогнегасники ОУ-25, ОУ-40 і ОУ-80. Виготовлені дослідні зразки установок порошкового гасіння УППУ-250РС і УППУ-500РС з розподільними мережами. Виготовлені фермерські автомобілі на шасі ЗИЛ і КАМАЗ.
- За період з 1951 по 1990 рік заводом було випущено понад 90 тис. пожежних автомобілів, в основному на шасі ЗІЛ. Основним об'єктом виробництва стали автоцистерни (близько 84 % усіх вироблених автомобілів).
- 1996-97 — Виготовлений дослідний зразок автоцистерни АЦ-40/4 (433104) 250-01 на дизельному шасі ЗІЛ-433104 із здвоєною кабіною і власним комбінованим насосом ПНПК-40/100-4/400. Освоєні піногенератори ГПС-600. Виготовлений причіпний порошковий вогнегасник УППУ-250П.

Завод до початку 90-х став лідером по випуску пожежних машин в країні.
Структура виробництва пожежних автомобілів на Прилуцькому заводі «Пожмашина» за період з 1951 по 1990 рр.
| Тип пожежного автомобіля     | Кількість, шт. | % від загальної кількості |
| ---------------------------- | -------------- | ------------------------- |
| Автоцистерни (всього)        | 75 747         | 83,7                      |
| Аеродромні АА (6х6)          | 5 646          | 6,2                       |
| Автонасосы (АН)              | 3 847          | 4,3                       |
| Рукавні АР (6х6)             | 2 043          | 2,2                       |
| Насосні станції ПНР (6х6)    | 2 017          | 2,2                       |
| Порошкові АП (6х6, 4х2, 6х4) | 1 168          | 1,3                       |
| Всього                       | 90 468         | 100 %                     |

## Продукція заводу

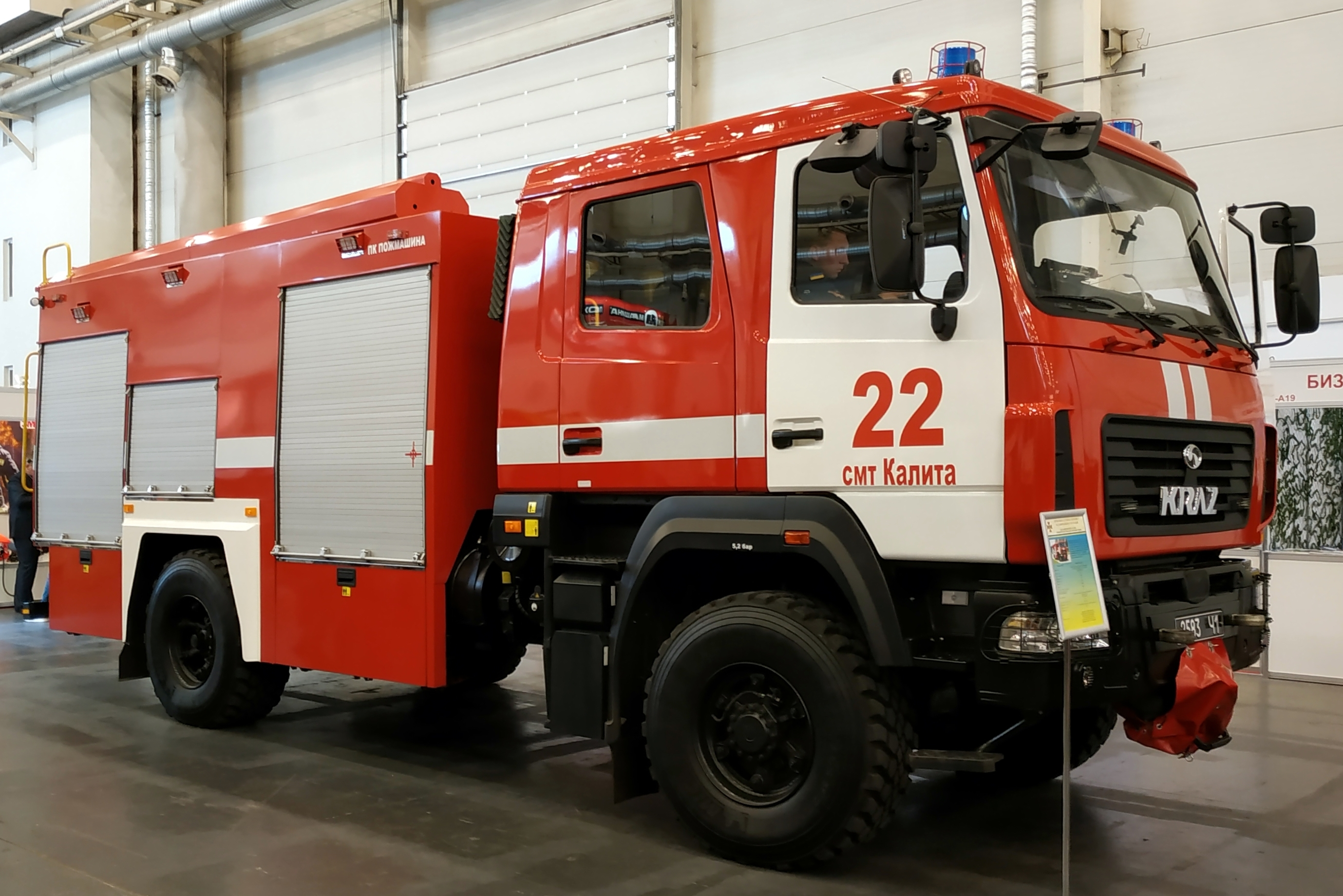
Автоцистерна АЦ-4-60 (5401НЕ)-515К на шасі КрАЗ-5401НЕ, 2018 р.

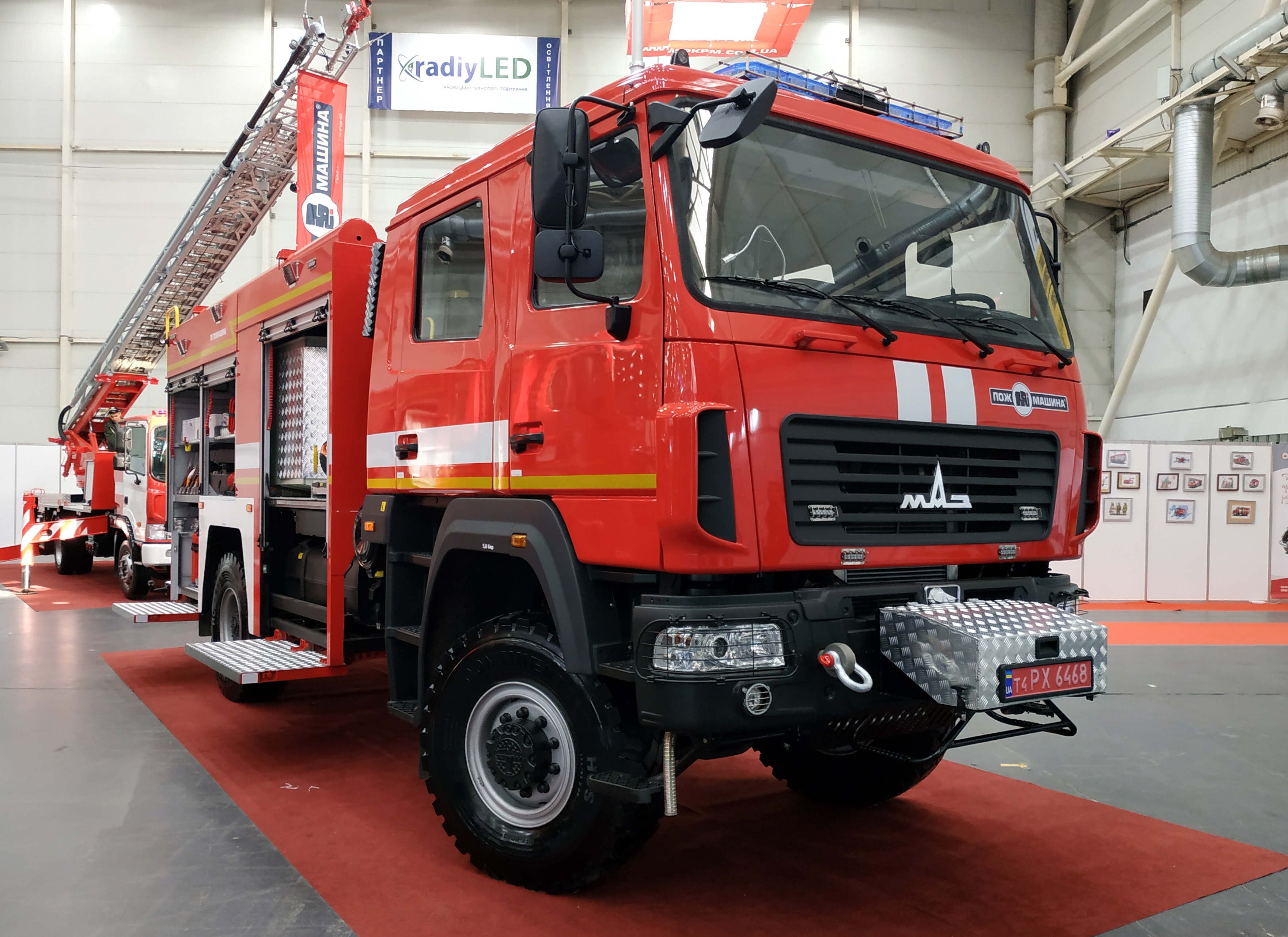
Автоцистерна АЦ-4-60 (530927)-515M на шасі МАЗ-530927, 2019 р.

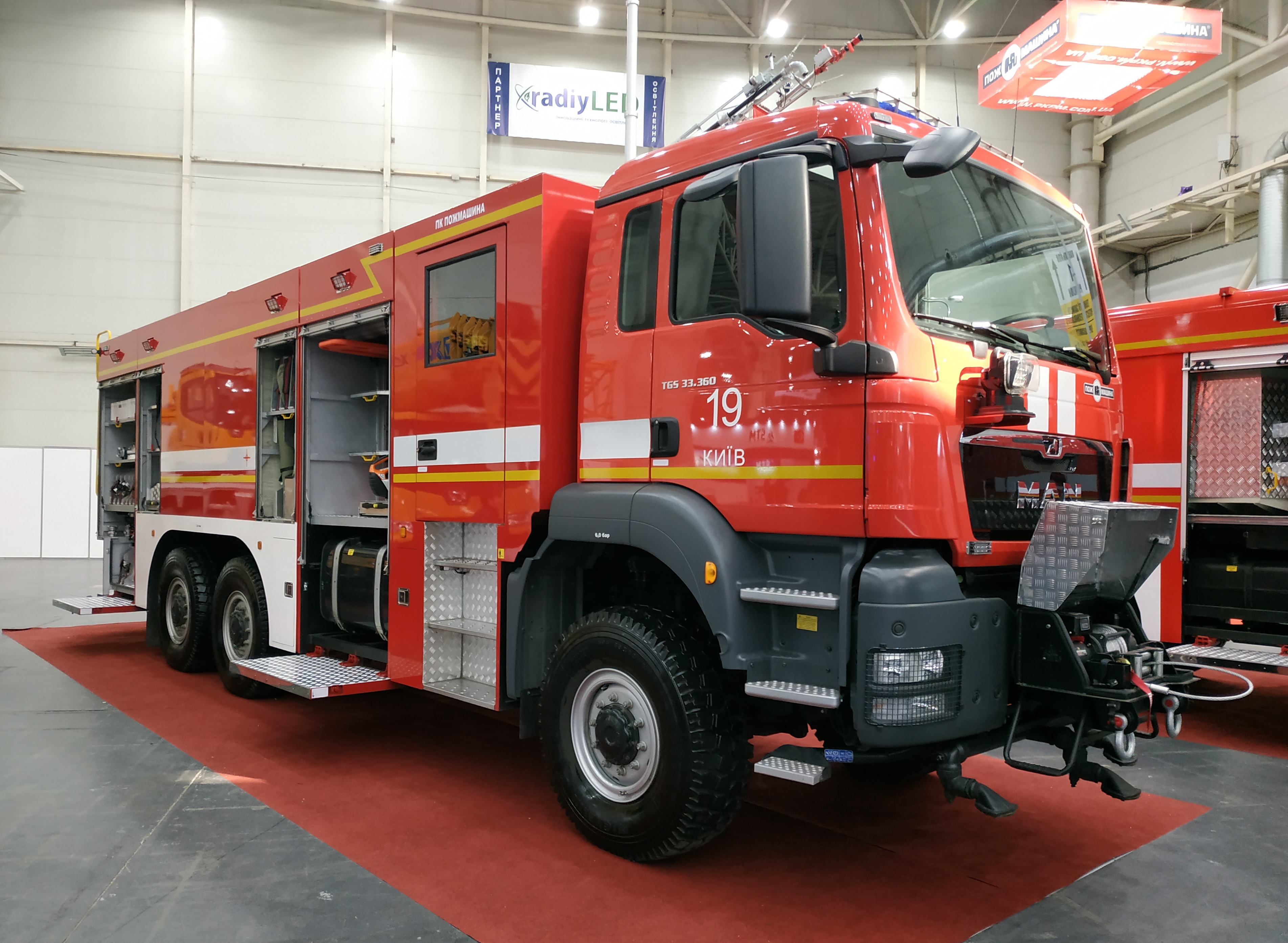
Автоцистерна АЦ-8-60 (TGS 33.360)-526M на шасі MAN TGS 33.360, 2019 р.

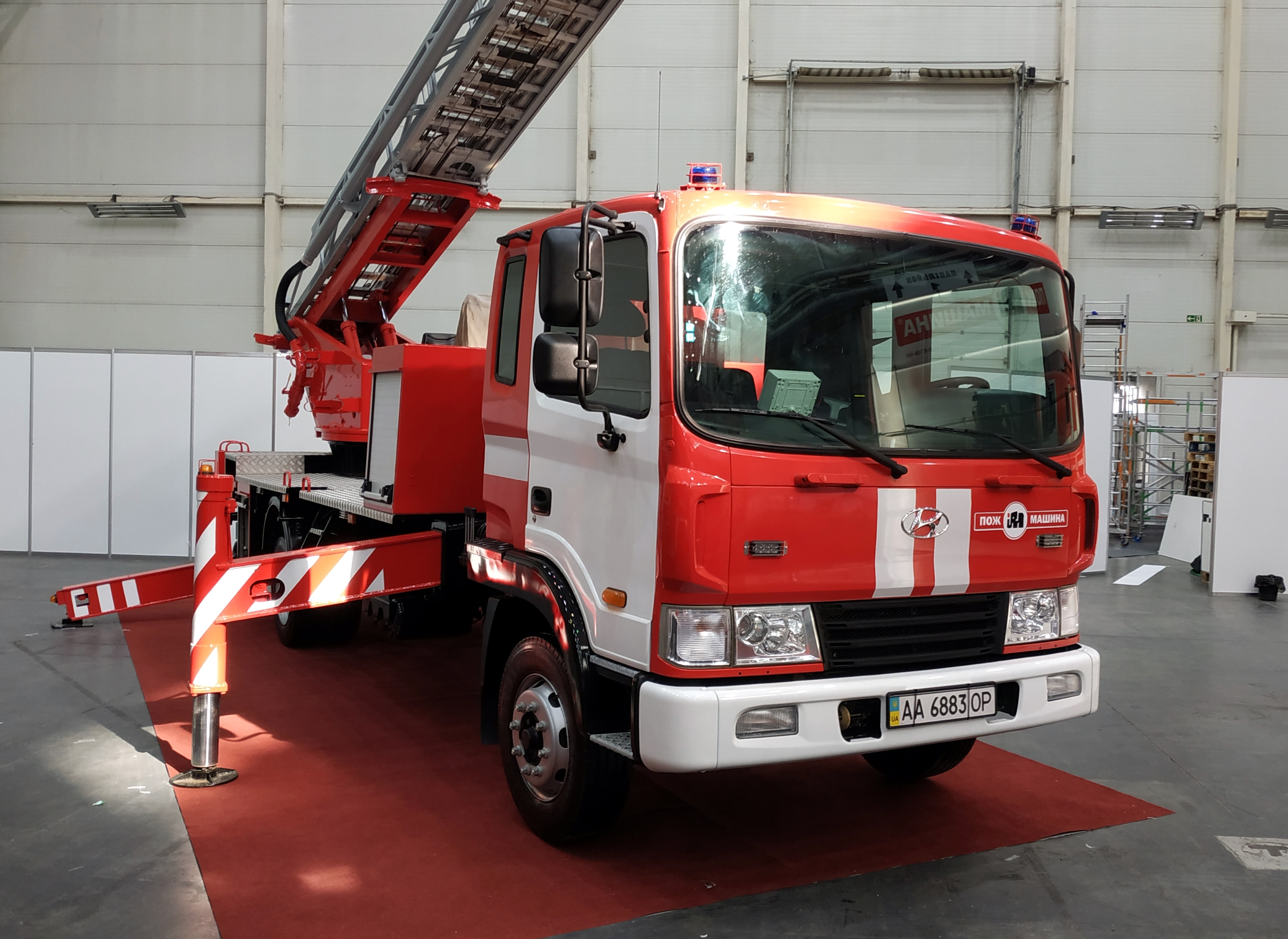
Автодрабина АД-30 на шасі Hyundai HD120, 2019 р.

Завод «Пожмашина», який традиційно називають Прилуцьким, насправді знаходиться в селищі міського типу Ладан, в півтора десятках кілометрів від міста Прилуки Чернігівської області України. Спочатку він розміщувався в приміщеннях колишнього жіночого монастиря, до якого потім прибудували виробничі цехи. У 1946 році там почалося виготовлення декількох моделей пожежних автомобілів. Головною заслугою Прилуцького заводу слід вважати організацію серійного виробництва пожежних автоцистерн та автонасосів з суцільнометалевими кабінами, перших автомобілів зі спеціальними засобами боротьби з вогнем, потужної аеродромної пожежної техніки та насосних станцій, північних варіантів пожежних машин. Завод використовує як шасі не тільки всілякі автомобілі, але і трактори, гусеничні всюдиходи, а також розробляє нові насоси та пожежно-технічне озброєння.
Основною продукцією ЗА «Пожмашина» завжди були універсальні пожежні автоцистерни, які користувалися величезним попитом у всіх регіонах СРСР. Вони відрізнялися простотою і невибагливістю, але в 1980-ті роки стало ясно, що за технічним рівнем вони не можуть конкурувати з іноземними аналогами. У 1988 році завод вступив в кооперацію з австрійським концерном «Rosenbauer».
У першій половині 1990-х років була модернізована вся гама пожежних автоцистерн та розпочато виготовлення нового автомобіля порошкового гасіння АП-4 (43105) 222. Впровадження у виробництво комбінованого водяного насоса НЦПК-40/100-4/400 спричинило за собою створення більш досконалої гами основних пожежних машин.
Сучасну програму АЗ «Пожмашина» відкриває легкий пожежний автомобіль першої допомоги АПП-4(2705) 276. Його базою служить фургон ГАЗ-2705 «Газель», який збирають в Сімферополі. Машина призначена для оперативної доставки до місця пожежі бойового розрахунку з чотирьох чоловік, 500 л води і набору пожежно-рятувального обладнання.
Численну колись гаму пожежних автонасосів зараз представляє тільки один насосно-рукавний автомобіль АНР-40 (130) 127Б з 9-місцевою кабіною, що змінив колишню модель «127А». Незважаючи на модернізацію, з 1980-х років він практично не змінився, але тепер його базою є ЗІЛ-431412 з бензиновим двигуном потужністю 150 к. с. — аналог ЗІЛ-130, який збирають на Уральському автомоторному заводі (УАМЗ) під Єкатеринбургом. Машина оснащена простим 1-ступінчастим насосом ПН-40УВ або НЦП-40/100 власного виробництва з подачею 40 л/с (2400 л/хв); вона вивозить 490 л піноутворювача і комплект напірних рукавів довжиною 820 м.
З початку 1990-х років випускається класична пожежна автоцистерна АЦ-40 (130) 63Б зі сталевим резервуаром на 2360 л води і 1-ступінчастим насосом НЦП-40/100 з подачею 40 л/с, що замінила колишню модель «63А». Незважаючи на індекс «130», її базою тепер є ЗІЛ-431412 виробництва УАМЗ з подвійною 7-місцевою кабіною і передній облицюванням від ЗІЛ-131. На аналогічному шасі ЗІЛ-433362 з 150-сильним бензиновим мотором пропонується автоцистерна АЦ-40 (433362) 63Б.01, відрізняється від попередниці тільки короткою 3-місцевою кабіною, дозволила збільшити запас води до 2720 л. Залишаються в програмі і дві старі автоцистерни на шасі ЗІЛ-131 з кабінами на шість-сім місць — універсальна АЦ-40 (131) 137А і північна АЦ-40 (131С) 153А, модернізовані в 1990-ті роки.
Базова машина АЦ-50/4 (53211) 240 пропонується на шасі КамАЗ з подвійною кабіною на сім чоловік, передня частина якої виконана як перекидна, а задній салон для бойового розрахунку встановлений на рамі жорстко, але через гумові амортизатори. Вивозиться запас води та піноутворювача 5800 і 580 л відповідно; комбінований насос NH-30 «Rosenbauer» забезпечує подачу 40 л/с або 2,5 л/с при тиску 40 атм. На даху надбудови встановлюється лафетний стовбур RM-24M, здатний подавати воду на відстань до 70 м, а піну — на 65 м. Спрощений варіант цієї машини АЦ-40 (53211) 240-01 оснащений класичним насосом ПН-40УВ або НЦПК-40/100-4/400 і дверима відсіків замість алюмінієвих шторок. Інший варіант АЦ-20 (53211) 240-02 без лафетного ствола розрахований на гасіння пожеж у високих спорудах. Він обладнаний насосом високого тиску НЦПВ-20/200, подає 20 л води в секунду при тиску 20 атм або 10 л/с — при тиску 30 атм, що дозволяє подавати вогнегасні речовини на висоту близько 100 м. Цей варіант став основою для так званого автомобіля високого тиску АВД-20 (43105) 227.01 на шасі КамАЗ-43105 (6х6) зі звичайною кабіною. Він оснащений цистернами на 4400 л води і 250 л піноутворювача і являє собою потужний автомобіль першої атаки.
Впровадження у виробництво нового 2-ступеневої насоса НЦПК-40/100-4/400 з подачею 40 л/с при тиску 10 атм або 4 л/с — при тиску 40 атм, а також досвід співпраці з концерном «Rosenbauer» дозволили розпочати впровадження у виробництво принципово нової більш досконалої гами пожежних автоцистерн модульної конструкції. На шасі ЗІЛ-433104 (4х2) з дизельним двигуном потужністю 185 к. с. і подвійною 7-місцевою кабіною виготовляється універсальна модель АЦ-40/4 (433104) 250-01 з насосом заднього розташування та надбудовою в стилі «Rosenbauer» з розпашними дверима відсіків. В її центральній частині розміщуються ємності на 3150 л води і 200 л піноутворювача, на даху встановлено лафетний ствол ПЛС-П20Б. Автомобіль комплектується шістьма ручними стволами, напірними рукавами довжиною 420 м і пристосований для роботи при температурі в межах від -40° до +50°С.
Однією з останніх новинок стала автоцистерна АЦ-40/4 (43261) 249 з надбудовою від попередньої машини, встановленої на 240-сильний шасі КамАЗ-43261 (4х4) з 7-місцевою кабіною. Більші варіанти АЦ-40/4 (53229) 246 і АЦ-40/4 (43118) 248 змонтовані на шасі КамАЗ. Вони здатні доставляти на місце пожежі 6740-7700 л води, 580 л пінотворчого розчину, сім брандспойтів і 420 м рукавів. Лафетний ствол з дистанційним управлінням на моделі «248» може подавати воду на відстань 70 м або піну — на 40 м.
Гордістю Прилуцького заводу в 1980-ті роки стали одні з перших радянських автомобілів порошкового гасіння, призначені для гасіння пожеж на різних об'єктах у вибухонебезпечному середовищі. До теперішнього часу «Пожмашина» пропонує важкий автомобіль АП-5 (53213) 196 на шасі КамАЗ (6х4), оснащений ємністю на 6000 кг вогнегасного порошку. Між кабіною водія та цистерною розташовується відсік з 10 балонами зі стисненим повітрям, за допомогою якого порошок під тиском подається на лафетний ствол з ручним керуванням і викидається на відстань 30-35 м.
На початку 1990-х років на заводі була розроблена нова модель АП-4 (43105) 222 на шасі КамАЗ (6х6) з запасом вогнегасного засобу 4000 кг. Продуктивність лафетного ствола з гідроприводом збільшена з 40/60 до 80 кг/с, а дальність подачі порошку досягає 45 м. Гаму основних пожежних автомобілів завершує пересувна насосна станція ПНС-110 (131) 131А, обладнана насосною установкою подачею 110 л/с (6600 л/хв), що приводиться від власного дизельного двигуна потужністю 300 л. с.
Серію спеціальних пожежних машин очолює штабний автомобіль АШ-6 (32213) 275, змонтований в мікроавтобусі ГАЗ-32213 «Газель». Завод пропонує також рукавний автомобіль АР-2 (43105) 215 для перевезення і механізованої прокладання магістральних рукавних ліній довжиною 1900—2800 м. Крім КамАЗ-43105 (6х6), таке обладнання встановлюють на шасі ЗІЛ-131 або КрАЗ-260Г.
У 1970-ті роки Прилуцький завод одним із перших в СРСР почав випускати пожежні автомобілі аеродромної служби, в тому числі найбільш потужні і великі в країні — на повнопривідних 4-вісних шасі МАЗ. Тепер їх випуск продовжується. В основі аеродромної гами, як і раніше знаходиться автомобіль середнього класу АА-40 (43105) 189. На базі КамАЗ-43105 (6х6) з серійної кабіною встановлюються 4000-літрова водяна цистерна, бак на 250 л піноутворювача, насос ПН-60Б з поданням 60 л/с і лафетний ствол, що викидає піну на 45 м.
Найбільшим у країнах колишнього СРСР залишається аеродромний пожежний автомобіль АА-60 (7310) 160-01 на армійському шасі МАЗ-7310 (8х8) потужністю 525 к. с. Він може одночасно доставляти до осередку пожежі 12 000 л води, 900 л піноутворювача. Для приводу насоса з поданням 60 л/с (3600 л/хв) служить власний двигун потужністю 180 к. с. Повітряно-механічна піна подається через стаціонарний лафетний ствол з гідроприводом, ручні стволи або підбамперні піногенератори. Автомобіль укомплектований вогнегасячими хладоном і порошком, оснащений електрогенератором, рятувальним обладнанням та інструментом.
Його розвитком є аеродромний автомобіль комбінованого гасіння АА-70 (7313) 220, що вивозить 9450 л води, 900 л піноутворювача і 2000 кг порошку. Довжина таких автомобілів — 14 300 — 14 370 мм, ширина — 3180 мм, висота в транспортному положенні — 3300-3750 мм, з піднятою щоглою — 6000 мм. При повній масі 42,3–43,0 т вони розвивають максимальну швидкість 60 км/год, а так як більш досконала іноземна техніка на наших аеродромах відсутня, цей показник вважається цілком прийнятним.
Особливістю програми Прилуцького заводу є виготовлення протипожежної техніки на спецшасі. Наприклад, для гасіння лісових пожеж пропонується агрегат АЛП-15 (Т-150К) 177А. Він складається з колісного трактора Т-150К з власною 1200-літровою водяною цистерною, насосом з подачею 15 л/с і бульдозерним відвалом, що буксирує 2-осний причіп-цистерну на 8000 л води.
Продукція, що пропонується у 2015 році
| Тип техніки                              | Підклас | Марки, що є в продажу |
| ---------------------------------------- | --- | --- |
| Автоцистерни                             | Із масою вогнегасної речовини до 3 тонн | - АЦ — 40 (130) — 63Б - АЦ — 40 (5313) — 137А.03 - АЦ-40(4308)-271.01 - АЦ — 40 (432921) — 63Б.02 - АЦ-18 (LPT 613)-411 - АЦ — 40 (131) — 137A - АЦ — 40 (4334) — 137А.02 - АЦ — 20 (4308) — 271 |
| Автоцистерни                             | Із масою вогнегасної речовини до 5 тонн | - АЦ-40 (5336)-245 - АЦ-5,0-(43253)-236 - АЦ — 40/4 (433104) — 250.01 - АЦ — 40/4 (43253) — 247.01 - АЦ — 40 (4310) — 190 - АЦ — 40 (43253)- 247.02 - АЦ — 40 (43114) — 176 |
| Автоцистерни                             | Із масою вогнегасної речовини до 8 тонн | - АЦ — 40 (53211) — 240.02 - АЦ — 40/4 (53229) — 246 - АЦ — 60 (53229) — 263 - АЦ — 40/4 (43118) — 255 - АЦ — 40 (43118) — 235 - АЦ — 40 (43118) — 255.01 - АЦ — 40 (65053) 261 - АЦ — 40 (53228) — 264 |
| Автоцистерни                             | Із масою вогнегасної речовини більш як 8 тонн | Автопоїзд пожежний АЦ-30-70-2 (6443)-406 на шасі сідельного автомобільного тягача і напівпричепа-цистерни |
| Автомобілі пожежні спеціальні            | Автомобілі першої допомоги | - АППД — 2 (3310) — 274 - АППД — 2 (HD-65) — 274.01 - АПП — 4 (2705) — 276 |
| Автомобілі пожежні спеціальні            | Автомобілі аеродромні пожежні | - AA — 40 (43105) — 189 - AA — 60 (7313) — 160.01 - АЦА — 40/4 (43118) — 248 - АА — 60 (43118) — 299.01 |
| Автомобілі пожежні спеціальні            | Автонасосні станції | ПНС — 110 (43114) — 140 |
| Автомобілі пожежні спеціальні            | Насосно-рукавні та рукавні автомобілі | АНР — 40 — 1400 (43253) — 125 |
| Автомобілі пожежні спеціальні            | Техніка для гасіння лісових пожеж | - АПЛ-10(66)-265 A - АЛП-5 (3909)-267 - АПЛ — 40 (531320) — 266 |
| Автомобілі пожежні спеціальні            | Автомобілі штабні | АШ-6(32213)-275 |
| Автомобілі пожежні спеціальні            | Автомобілі аварійно-рятувальні | АСА — 20 (43114) — 182 |
| Автомобілі пожежні спеціальні            | Автомобілі газо-рятувальної служби | АГСС-5(27057)-402 |
| Спеціалізована техніка                   | - Автомобілі спеціального призначення - Моторні підігрівачі - Парогенераторні установки - Автомобілі швидкої допомоги - Автомобілі для транспортування харчових рідин - Автомобілі для транспортування агресивних рідин - Автомобілі для транспортування нафтопродуктів | - Автомобіль водометний спеціальний АВС-50 (43118)-285.01, призначений для протидії групам осіб, що порушують громадський порядок, запобіганню і контролю несанкціонованих демонстрацій шляхом впливу на них струменів води та інших спеціальних засобів, «маркування» громадян, шляхом розбризкування на них суміші води з барвником, відео та фотозйомки і служить для доставки до місця призначення екіпажу, води, а також інших спеціальних засобів. Автомобіль, у разі необхідності, може використовуватися як пожежна автоцистерна - Установка промислова парова пересувна ППУА-1600/100 призначена для депарафінізації привибійної зони свердловин, трубопроводів, резервуарів, арматури та іншого нафтопромислового обладнання насиченим паром високого тиску - Автомобіль екстреної швидкої медичної допомоги: - АЕШМД-В-3/1 (RENAULT MASTER)-02 - АЕШМД-B-4 (FIAT DUKATO) — 01 - Автоцистерни для харчових рідин (молока, води, виноматеріалів, спирту, спиртовмісних рідин) - АЦПТ-4,2 - АЦПТ — 5,0 (43253) - АЦПТ — 3,7 - Установка для транспортування агресивних рідин (кислотовоз) - СИН 37.01-00-00-00 - СИН 32.01-00-00-000 |
| Вантажна та сільськогосподарська техніка | | |
| Пожежні насоси та комплектуючі до них    | | |
|                                          | | |